# ریموند دوبلی
ریموند دوبلی (به فرانسوی: Raymond Dubly) بازیکن فوتبال و مهاجم اهل فرانسه است که از سال ۱۹۱۳ تا ۱۹۳۵ میلادی عضو تیم ملی فوتبال فرانسه بوده‌است. وی در ۳۱ بازی ملی حضور داشته است و در بازی‌های ملی‌اش ۴ گل به ثمر رساند.